# Alen Slavica
Alen Slavica (Karlovac, 23. prosinca 1964.), hrvatski glazbenik i pjevač. Objavio je 14 albuma i zadnjih godina više singlova, od kojih su albumi “Šarene oči”, “Ispod tvoga jastuka”,  “Ti si moja sretna zvijezda” i “Pod krilima neba”, prodani u zlatnom i srebrnom tiražu, a album  “Dao sam ti dušu” u platinastom tiražu.

## Životopis

### Djetinjstvo i rani život
Alen Slavica je rođen 23. prosinca 1964. godine u Karlovcu. Po ocu Mirjanu Šibenčanin, pa svoje ljetne praznike provodio u Lozovcu kraj Šibenika i na slapovima Krke. Po majci Đurđi Karlovčanin, gdje uz roditelje i sestru Ivanu, odrasta i završava OŠ "Lola Ribar" i SŠ "Tehnički centar Marijan Čavić", a cijelo vrijeme školovanja, pohađao je i Glazbenu školu Karlovac.

### Karijera
Alen je od ranog djetinjstva pokazivao talent i ljubav prema glazbi i pjevanju, tako da je pjevao od malena. U svojoj autobiografskoj knjizi "Životni autoput" kaže: "Što se tiče samog pjevanja, znam samo da je to u meni od kad sam se rodio. U školi, na priredbama, u autobusu, kad bismo putovali na izlete, zabavljao sam pjesmom čitav razred. Činilo mi se nekako kao da je bilo predodređeno da postanem pjevač."
Sa svojim vršnjacima Robertom, Hrvojem, Dudom, Mane i Gala osniva sastav pod nazivom "Od krajnje nužde do fenomena", pa su tako imali nekih koncerata, raznih nastupa po Karlovcu kao na primjer u Hrvatskom domu, Hotelu Korana, te raznim rock manifestacijama.
Na svom prvom javnom nastupu 1977. na festivalu Prvi glas Karlovca u Karlovcu, osvaja prvo mjesto s pjesmom "Malinkonija" Olivera Dragojevića. Pa tako već 1979. dobiva poziv od Udruženja muzičara Karlovac, da predstavi svoj grad Karlovac na Hrvatskom festivalu pjevača amatera u Sisku, na kojem nastupa s pjesmom Đele Jusića "Jedina žena na svijetu". Nagrada za osvojeno prvo mjesto je snimanje LP ploče s Đelom Jusićem, ali je umjesto LP-a snimljen prvi album pod nazivom "Alen 1", koji snima sa svojih 16 godina. Odmah nakon toga slijedi i drugi album "Alen 2".
Sljedećih šest albuma snima s Đorđem Novkovićem, i to 1983. "Budi dobra", 1986. "Stepenice do neba", 1987. "Šarene oči", 1988. "Ispod tvog jastuka" i 1989. "Dao sam ti dušu".
Za sljedeće albume Alen piše glazbu i stihove, pa tako nastaju 1994./95. "Ti si moja sretna zvijezda", 1997. "Pod krilima neba", koji su snimljeni u Hamiltonu u studiju John Seteja, koji je producirao i radio aranžman, a za neke pjesme je stihove napisao Alenov prijatelj i tadašnji menadžer Vlado Miljan. Album "Toliko malo" 2006. je snimljen u Los Angelesu. Aranžmane i produkciju radi Tihomir Borošak. Već s albumom "Pod krilima neba" počinje suradnju sa svjetskim glazbenicima kao što je Michael Thompson (studijski gitarista Peter Gabrijela).

### Odlazak u Kanadu i SAD
Krajem 1989. godine na poziv Johna Lončarevića, odlazi u Kanadu gdje nastupa za doček nove 1990. godine, i ide na turneju po Kanadi s Kićom Slabincem, ali održava i nekoliko solističkih koncerata. Nakon završene turneje i povratka u Hrvatsku, vraća se nazad u Kanadu već nakon dva mjeseca, što se pretvorilo u jedanaest godina života na relaciji šest mjeseci Kanade, šest mjeseci Hrvatske. Tako da tamo snima albume "Ti si moja sretna zvijezda" i "Pod krilima neba" u suradnji s vrsnim glazbenicima, pa tako i duet s kanadskom pop pjevačicom Carol Medina.
Više puta nastupa po SAD za dijasporu na tom području, pa je tako od 1999. ostao za stalno u SAD. Kada nije bilo nastupa i koncerata, Alen svira u talijanskom restoranu instrumentalnu glazbu, te dalmatinske melodije koje bi odlično prolazile kod talijanske publike. Isto tako radio je i u Guitar Centru na Hollywoodu kao trgovac tri godine. Nakon Guitar Centra preuzima posao predstavnika Firme "Marshank sale" gdje predstavlja studijsku opremu i mikrofone Audix na području južne Kalifornije.

### Povratak
Na festivalu "Dalmatinska šansona 2006" označava svoj povratak na glazbenu scenu s pjesmom "Masline" u pratnji na gitari s Miroslavom Tadićem, te održava također razne koncerte i nastupe po cijeloj Hrvatskoj, Makedoniji i Srbiji.

### Tekstopisac i glazbenik
Već dugi niz godina radi glazbu i za druge pjevače i glazbenike. Radio je za mnoge mlade talente i profesionalne pjevače u Hrvatskoj, Bosni i Hercegovini, Makedoniji, Srbiji, Crnoj Gori, SAD.

### Festivali
Alen Slavica je nastupao na mnogim raznim festivalima, a na nekima više puta:
- Međunarodni festival djeteta - Šibenik
- Splitski festival
- Akordi Kosova - Priština
- Mac fest - Štip
- Cavtat fest
- Yugovizija - Skopje
- Yugovizija - Ljubljana
- Mesam - Beograd
- Mostar fest - Mostar
- Marko polo - Korčula
- Ko nekad pred Božić - Sarajevo
- Opatijski festival
- Dalmatinska Šansona
- Wonderland - Toronto, Kanada
- World friends festival - San Diego, SAD - predstavnik Hrvatske
- Festival Zlatna Palma Dubrovnik

### Nagrade
- Prvi glas Karlovca 1977, Karlovac
- Prvi glas Hrvatske 1979, Sisak
- Pobjednik na Toronto festivalu 1990, Toronto, Kanada
- Počasna Nagrada na medjunarodnom festivalu Wanderland u Torontu (predstavnik Hrvatske)
- Za najslušanijeg Ex-YU Pjevača 90-tih, 2011., Kraljevo, Srbija
- Nagrada za životno djelo u području pop-glazbe, 2011, Međunarodni "Eurofest" u Skopju, Makedonija
- Nagrada za najbolju kantautorsku pjesmu zabavne glazbe 2014, u Mostaru, za pjesmu "Stari moj" (koja je posvećena preminulom Alenovom ocu Mirjanu Slavica)
- Dobitnik još raznih nagrada za produkciju, interpretaciju, aranžmane i kantautorstva na raznim festivalima.

### Autobiografska knjiga Životni Autoput
Krajem 2014. Alen izdaje autobiografsku knjigu "Životni Autoput", koju prezentira na 59. Međunarodnom sajmu knjiga u Beogradu. Knjigu je posvetio svojoj kćeri Emi. Kako Alen kaže u predgovoru knjige: "Ideju o pisanju knjige imam već godinama. Konačno, donio sam odluku podijeliti sa čitateljima razne susrete, dogodovštine, osvrt na muzičku karijeru, život u Kanadi, Americi i naravno, djetinjstvo u rodnom Karlovcu." U knjizi govori o raznim zanimljivim susretima, anegdotama, događanjima iz djetinjstva, situacijama u životu i ljudima koji su utjecali na Alena kao osobu, njegov karakter i glazbenika. Pisao je i o drugim ljudima kao na primjer Vice Vukovu, Dini Dvorniku, Toše Proeskom, Željku Sabolu, svom ocu Mirjanu, kćeri Emi, Husein Kurtagiću, Divljim Jagodama i mnogim drugim ljudima i umjetnicima koje poznaje i s kojima je surađivao.
- Slaviša Pavlović

"Vrijednost ove veoma zanimljive knjige nisu samo odlično opisane dogodovštine velike glazbene zvijezde ex-YU, niti samo priče protkane skoro savršenim humorom, nego činjenica u koju će se svaki čitalac sigurno uvjeriti nakon samo nekoliko strana - ovu knjigu je napisao dobar čovjek. U ovom vremenu, kada su mnoge stvari krenule pogrešnim tokom, Alen Slavica melodije prenosi riječima, pokazujući da je sudbina pravih umjetnika uvijek ista - jedan vid umjetnosti lako se transformiše u drugi, ali se nikako ne razlikuje od osnove, od arhetipa; ni po svom smislu, ni po suštini. Jer, umjetnik, čovjek koji u sebi nosi vrijednosti viših ciljeva, može propagirati samo ono čemu i sam pripada - slobodu duha i ljubavi."
- Vanja Bulić

U završetku knjige Vanja Bulić kaže: "Zato je ovo iskrena, potrebna knjiga, koja će čitaoca, iako to možda nije bila namjera pisca, natjerati i na sentimentalno putovanje po sopstvenom životu. Parafraziraću stih iz refrena Alenove najpoznatije pjesme i sviješću ga na novo čitanje - "Dao nam je dušu". Nekada je to više nego dovoljno od nekoga tko je tek zakoračio u literarne vode preturajući po sopstvenom životu."

### Zanimljivosti
- Član Hrvatskog društva glazbenika i HGU ( Hrvatske glazbene unije )
- Član Hrvatskog društva skladatelja (HDS)
- Status istaknutog umjetnika u BIH

#### Željko Sabol o Alenu
Alenove pjevačke kvalitete lijepo i ukratko je opisao Željko Sabol, još na samom početku Alenove karijere na prvom albumu "Alen 1" gdje je napisao: "Pjevač Alen Slavica skrenuo je na sebe pažnju već prvim svojim nastupima i interpretacijama, pokazao veliku muzikalnost, sigurnost izvođenja i znatne glasovne mogućnosti posebnog ugođaja. ... Osjetljivo i nježno pristupa lirskim sentimentalnim motivima, odlučno i temperamentno modernim ritmovima vedrih mladalačkih pjesama. Njegov je glas čist i jasan, lako se prepoznaje i pamti. ... Alenu uspjeva da i jednostavne melodije odpjeva na nov i poseban način, da unese sebe u svaku riječ i zvuk kojim će lako i brzo osvojiti slušaoca. ..." Željko Sabol/1980 (Izvadak iz "Životni Autoput")

#### Humanitarni koncerti
Alen se uvijek rado odazvao i na humanitarne koncerte, od kojih su samo neki:
- Humanitarni koncert Inati se Slavonijo, srce naše kuca za te. Inati se Slavonijo, ne damo te! Makarska
- Humanitarni koncert za Zakladu Ana Rukavina - Želim život, Šibeniku
- Humanitarni koncert u organizaciji udruge Novi Život Ivica Boljar
- Humanitarni koncert na Meterizama za Vinka Ljubičića
- Činimo dobro zajedno u organizaciji Caritasa Župe Sv. Ilija
- Humanitarni koncert za djecu s posebnim potrebama
- Humanitarni koncert "Pomozimo zajedno Anti Ledenku"
- Humanitarni koncert "Pomozimo šibenske beskućnike"

### Duet
- S Oliverom Dragojevićem "Isto nas more pere"
- Za zabavni program na HTV-u sa Severinom
- U Kanadi s kanadskom pop pjevačicom Carol Medina

- Prva pjesma koju je Alen ikada snimio je pjesma "Nije bilo lako" za koju je stihove napisao Željko Sabol.

### Privatno
U Los Angelesu na nastupu Dubrovačkih Trubadura 06.02.1999 godine, upoznaje svoju buduću suprugu Sandru Dedić, kćer Arsena Dedića iz prvog braka. Alenu i Sandri se 04.08.2011 godine u Šibeniku rodila kćerkica Ema, kojoj je Alen posvetio pjesmu "Učinit ću sve", kao i svoju knjigu "Životni Autoput".

## Kronologija
1977. - Osnivanje sastava "Od krajnje nužde do fenomena" 

1978. - Fest amatera Karlovac, Najbolji glas Karlovca s pjesmom "Malinkonija" Oliver Dragojevića

1979. - Prvi glas Hrvatske, Sisak, Hrvatska s pjesmom Đele Jusića "Jedina žena na svijetu"

1980. - Prvi album "Alen 1" ; prvi nastup na Splitskom festivalu s pjesmom "Nima lita"

1981. - Album "Alen2"

1982. - TV Priština Show, glazbena emisija prvi put snimana u Prizrenu, te nekoliko puta reprizirana na tadašnjem JRT programu

1983. - Album "Budi dobra"

1984. - Split '84 s pjesmom "Prsten"; Turneja po Rusiji s Marijanom Mišeom i Snježanom Naumovskom u organizaciji Koncertne direkcije Zagreb

1985. - Jugovizija '85 s pjesmom "Merien" gdje osvaja treće mjesto

1986. - Album "Stepenice do neba"

1987. - Album "Šarene oči"; Mak fest Štip, Makedonija s pjesmom "Šaj, laj, laj"

1988. - Split '88 s pjesmom "Maruška"; Jugovizija '88 s pjesmom "Suzan, Suzan"; Album "Ispod tvog jastuka"

1989. - Album "Dao sam ti dušu", Prvi odlazak u Kanadu na Novogodišnji koncert

1991. - Album "The best of"; Pobjeda na festivalu zabavne glazbe u Torontu, Kanada

1995. - Album "Ti si moja sretna zvijezda"

1997. - Album "Pod krilima neba"

2002. - Zvuk osamdesetih zabavna i pop glazba 1984-1985, s pjesmom "Snježana"

2006. - Album "Toliko malo"; Dalmatinska Šansona 2006, s pjesmom "Masline" uz pratnju Miroslava Tadića

2008. - Album "Zlatna kolekcija"(2CD, CroRec)

2009. – 12. Festival Dalmatinske Šansone, s pjesmom "Ništa mi ne vridi"

2011. - Nagrada za najslušanijeg Ex-Yu Pjevača 90-tih, 2011 Kraljevo, Srbija; Nagrada za životno djelo u području pop-glazbe, 2011 Međunarodni "Eurofest" u Skopju, Makedonija

2012. - Album "Love Collection"; Chansonefest 2011 s pjesmom "Učinit ću sve"

2013. - Promocija pjesme "Došlo vrijeme"; gubitak oca, kojem posvećuje pjesmu "Stari moj" (Tekst i glazba: Alen Slavica, Aranžman: Ante Gelo, CroRec)

2014. - Izdavanje autobiografske knjige "Životni Autoput" u nakladi beogradske izdavačke kuće Smart Studio,te promocija na 59. Međunarodnom sajmu knjiga u Beogradu; Pjesma "S vjerom u sebe" za dokumentarni film Dragane Rodić u suradnji s Miloš Aranđelovićem,frontmenom grupe Vizantija; snimanje dueta s Oliverom Dragojevićem pjesu "Isto nas more pere"

2015. - Novi Singl "Možeš brisat sve"; Promoviranje knjige "Životni Autoput" po Hrvatskoj

2016. - U travnju izdaje Singl "Nevere" (Tekst i glazba: Alen Slavica, Produkcija: Chris Reccardi, Gitara: Miroslav Tadić) u izdanju CroReca, kao posvetu Arsenu Dediću, koji je premijerno izveden na koncertu za Arsena Dedića na njegov rođendan 28. Srpnja 2016, na tvrđavi Sv. Mihovila u Šibeniku, uz pratnju Matije Dedića i Miroslava Tadića; U rujnu održava Turneju po Australiji (Sydney, Adelide, Gold Coast, Melburne).

2018. - Singl "K'o grad bez ljudi" duet s Dražen Žerić-Žera (CroRec)

2020. - Singl "Još vjerujem u ljubav" duet s Bishwa Nepali (CroRec); Singl "Moru ljubav su san da" (CroRec)

2021. - Obilježavanje 40 godina karijere koncertom uz klavir u Karlovcu; 

- Singl "Zlatokosa" - Geronimo grand music (CroRec) 

2022. - Akustični koncert uz pratnju Branka Bogunović-Pifa na gitari - Arsenova kuća umjetnosti u Šibeniku i Aquatica u Karlovcu

- Singl "Karlovačke kiše" duet s Gabi Novak (CroRec)

## Diskografija
1980. - Alen 1 (PGP RTS)

1981. - Alen 2 (PGP RTS)

1983. - Budi dobra (Jugoton)

1986. - Stepenice do neba (Jugoton)

1987. - Šarene oči (Jugoton)

1988. - Ispod tvog jastuka (Jugoton)

1989. - Dao sam ti dušu (Jugoton)

1990. - The best of (Croatia Records)

1995. - Ti si moja sretna zvijezda (Croatia Records)

1997. - Pod krilima neba (Croatia Rekords)

2006. - Toliko malo (Croatia Records)

2008. - Zlatna kolekcija 2-CD (Croatia Records)

2012. - The Love Collection (Croatia Records)

2019. - The Best Of - CD Album (Croatian Records)

2021. - The Best Of - Vinil Ploča (Croatian Records)